# (5131) 1990 BG
(5131) 1990 BG — астероид, сближающийся с Марсом и Венерой.
Орбиту Земли пересекает, но, из-за высокого наклонения (36°), не сближается с Землёй на опасное расстояние (меньше 0,05 а.е. или 20 расстояний до Луны), минимальное сближение составляет 0,274424 а.е. или 41 млн км.

## Сближения
| дата             | а. е.    | расстояний до Луны | небесное тело |
| ---------------- | -------- | ------------------ | ------------- |
| 01.11.1928 7:20  | 0,048606 | 18,9               | Венера        |
| 10.06.1961 8:18  | 0,050007 | 19,5               | Венера        |
| 22.12.2009 13:22 | 0,050088 | 19,5               | Марс          |
| 26.06.2028 13:47 | 0,029005 | 11,3               | Венера        |
| 03.04.2059 21:03 | 0,041463 | 16,2               | Венера        |
| 09.11.2091 4:47  | 0,006612 | 2,58               | Венера        |
| 11.09.2133 13:05 | 0,047172 | 18,4               | Венера        |
| 16.05.2177 13:29 | 0,035576 | 13,9               | Венера        |